# روبرت موريس (لاعب كريكت)
روبرت موريس (27 نوفمبر 1926 في المملكة المتحدة - 29 ديسمبر 2007 في المملكة المتحدة) (بالإنجليزية: Robert John Morris)‏ هو لاعب كريكت بريطاني. لعب مع Kent County Cricket Club ‏ ونادي جامعة كامبريدج للكريكيت ‏.

## وصلات خارجية
- روبرت موريس على موقع إي آس بي آن كريك إنفو (الإنجليزية)